# Volilna komisija
Volilna komisija je organ, ki je zadolžen za nadzor nad izvajanjem volilnega procesa v državi. Uradna imena volilnih komisij se razlikujejo od jurisdikcije do jurisdikcije; denimo volilna komisija, centrala ali državna volilna komisija, volilni odbor, volilni svet ali volilno sodišče. Volilne komisije so lahko neodvisne, mešane, sodne ali izvršilne. Lahko so odgovorne tudi za razmejitev volilnih okrajev. V federacijah lahko obstaja ločen organ za vsako podnacionalno vlado. Volilna komisija je dolžna zagotoviti, da bodo volitve potekale skladno s pravili.

## Volilni modeli

### Neodvisni model
V neodvisnem modelu (angl. Independent model) je volilna komisija neodvisna od izvršilne oblasti in upravlja svoj proračun. Države z neodvisno volilno komisijo so Avstralija, Bangladeš, Kanada, Indija, Jordanija, Nigerija, Pakistan, Poljska, Romunija, Južna Afrika, Šrilanka, Tajska in Združeno kraljestvo. V nekaterih od teh držav je neodvisnost volilne komisije zagotovljena z ustavo, npr. člen 190 ustave Južne Afrike.

### Model veje
V panožnem modelu se volilna komisija pogosto imenuje volilna veja in je običajno ustavno priznana ločena veja oblasti, katere člane imenuje izvršilna ali zakonodajna veja oblasti. Države z volilno vejo (angl. Branch model) so Bolivija, Kostarika, Panama, Nikaragva in Venezuela.

### Mešani model
V mešanem modelu obstaja neodvisen odbor, ki določa politiko, vendar je izvajanje običajno stvar izvršnega oddelka z različnimi stopnjami nadzora neodvisnega odbora. Države s takšnim modelom so Kamerun, Francija, Nemčija, Japonska, Senegal in Španija.

### Izvršni model
V izvršilnem modelu volilno komisijo vodi minister v vladi kot del izvršilne veje oblasti in lahko vključuje organe lokalne samouprave, ki delujejo kot agenti centralnega organa. Države s tem modelom so Danska, Singapur, Švedska, Švica, Tunizija. V Združenih državah Amerike volitve za zvezne, deželne in lokalne urade vodi izvršilna veja vlade vsake zvezne države – na primer Oddelek za volitve ministrstva Florida State.

### Sodni model
V sodnem modelu je volilna komisija natančno nadzorovana in končno odgovorna posebnemu volilnemu sodišču. Države s takšnim modelom so Argentina, Brazilija in Mehika.

## Slovenija
V Republiki Sloveniji vlogo volilne komisije opravlja Državna volilna komisija, ki izvaja naloge, določene z Zakonom o volitvah v državni zbor in drugimi zakoni s področja volilne zakonodaje.

## Volilne komisije v Afriki
Od leta 2021 53 od 55 afriških držav (razen Eritreje in Somalije, ki nimata volitev) uporablja volilne komisije za organizacijo in nadzor svojih volitev. Volilne komisije, ki so bile prvič uvedene v Sudanu leta 1957, so bile kasneje ustanovljene po vsej celini, zlasti po tem, ko so številne afriške države v zgodnjih devetdesetih letih 20. stoletja uvedle sistem večstrankarske demokracije.